# Wilhelm Schüchter
Wilhelm Schüchter (Bonn (Rin del Nord-Westfàlia), 15 de desembre, 1911 - Dortmund (Rin del Nord-Westfàlia), 27 de maig, 1974), va ser un director d'orquestra alemany.

## Vida i treball
Fill d'un director de cor va estudiar piano, composició (amb Philipp Jarnach) i direcció d'orquestra (amb Hermann Abendroth) a la Universitat de Música de Colònia. Després va debutar al "Landestheater Coburg" el 1937 amb Cavalleria rusticana de Pietro Mascagni i el I pagliacci de Ruggero Leoncavallo. La temporada 1940/41 va estar compromès al "Stadttheater Würzburg", a la temporada següent va treballar amb Karajan al "Stadttheater Aachen". El 1943/44 va treballar com a primer director al "Theater am Nollendorfplatz" de Berlín. Del 1945 al 1957 va ser, al costat de Hans Schmidt-Isserstedt, director adjunt de l'Orquestra Simfònica de Ràdio Hamburg (més tard, la “NWDR Symphony Orchestra” o “NDR Symphony Orchestra”). De 1953 a 1955, Schüchter també va exercir com a director en cap de la "Nordwestdeutsche Philharmonie" a Herford. De 1959 a 1962 va dirigir l'Orquestra Simfònica de la NHK a Tòquio. Més recentment, de 1962 a 1974, va ser director general de l'Orquestra Filharmònica de la Ciutat de Dortmund, avui Filharmònica de Dortmund, i des de 1966 també va ser Director Artístic de l'Òpera de Dortmund.

## Personalitat
Es diu que va ser una personalitat autoritària i que exigia un nivell de precisió als músics, la qual cosa va donar lloc a un desenvolupament del so brillant i sovint gairebé opulent i el va convertir en un excel·lent pedagog orquestral. L'Orquestra Filharmònica de Dortmund va experimentar un important salt de qualitat sota el seu lideratge.

## Discografia
Va realitzar nombrosos enregistraments de concerts (Philharmonia Orchestra, Nordwestdeutsche Philharmonie) i seccions d'òpera, principalment en alemany, amb els artistes alemanys més importants del seu temps (Erna Berger, Elisabeth Grümmer, Erika Köth, Gottlob Frick, Rudolf Schock), especialment per a EMI.
Cal veure l'extensa entrada al catàleg de l'Arxiu de Música Alemany a continuació. A més, es poden trobar nombroses produccions amb ell als arxius de les companyies de radiodifusió alemanyes, concretament la NDR i la WDR.